# Tank and the Bangas
Tank and the Bangas sono un gruppo musicale statunitense formatosi a New Orleans. 
La band, che ha vinto il NPR Tiny Desk Contest 2017, ha ricevuto ai Grammy Awards 2020 una candidatura nella categoria Best New Artist e nel 2023 come Best Progressive R&B Album. Durante la loro carriera, il gruppo ha pubblicato tre album in studio: Thinktank (2013), Green Balloon (2019) e Red Balloon (2022).

## Formazione
- Tarriona "Tank" Ball - voce
- Joshua Johnson - batteria
- Norman Spence II - basso, tastiere, chitarra
- Albert Allenback

## Discografia

### Album in studio
- 2013 – Think Tank
- 2019 – Green Balloon
- 2022 – Red Balloon